# Bí Hí

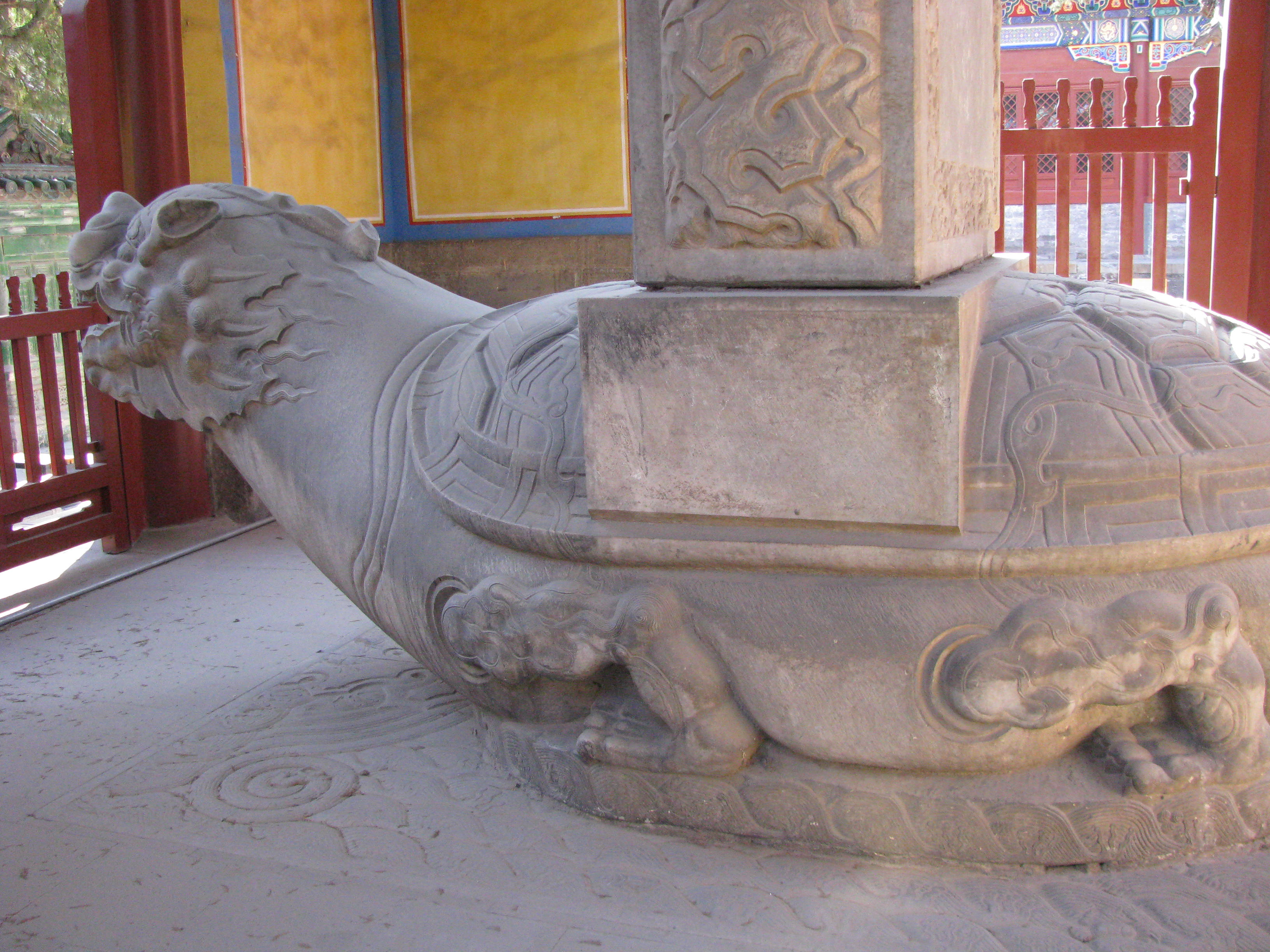
Bí Hí ở Bắc Kinh, Trung Quốc

Bí Hí (giản thể: 赑屭; phồn thể: 贔屭; bính âm: bì xì, nghĩa là "gắng sức làm") hay còn gọi là gọi là Quy Phu là một sinh vật thần thoại trong văn hóa Trung Quốc và lan ra một số nước đồng văn. Bí Hí là một trong chín đứa con của Long Vương và mang hình dáng của con rùa, dùng để đỡ các vật nặng, nó có thể cõng được tam sơn ngũ nhạc không mỏi. Bí Hí là con trưởng của rồng là con vật có hình dáng mình rùa, đầu rồng. Ngày nay, chúng thường được chạm khắc trang trí làm bệ đỡ cho các bệ đá, cột đá, bia đá.

## Trung Quốc
Bí Hí là con thứ nhất, còn có tên gọi khác là Bá Hạ, Quy phu bát phúc, Bát phúc hay Thạch long quy.
Con vật đầu rồng, mình rùa có sức mạnh và khả năng mang vác nặng, chịu được trọng lượng lớn, có thể cõng được tam sơn ngũ nhạc. Gắn với Bí Hí là truyền thuyết Nữ Oa chặt chân con Ngao ngoài biển để chống trời hay so sánh với con rùa vũ trụ trong Ấn Độ giáo. Truyền thuyết Trung Hoa có nhắc đến việc Vua Nghiêu sai chép lấy, gọi là lịch rùa, rồi từ trên lưng con rùa thần mà Chu Vương đã ghi lại Lạc thư. Loại chữ cổ xưa của Trung Hoa từng được phát hiện cũng là chữ viết trên mu rùa, gọi là chữ Giáp cốt.
Chân rùa hay yếu tố Bí Hí trong các đồ đồng cổ bởi người Việt đã theo hình con rùa mà làm nhà, làm chân cột chống đỡ các đồ vật. Trên đồ đồng Thương Chu nét biểu tượng của Rùa Bí Hí nằm ở những cái chân của các đồ vật. Chân đỉnh, chân vạc, chân ấm của các đồ đồng thời kỳ này đều làm to, ngắn, trông giống như chân voi. Từ Bí Hí có thể cùng nghĩa là chống đỡ từ phía dưới. Tên gọi Bí Hí dùng để chỉ Rùa khi nó đội các vật nặng (tháp, công trình kiến trúc, bia đá...), hoặc chỉ các chân đỡ giống như chân rùa.

## Tại Việt Nam

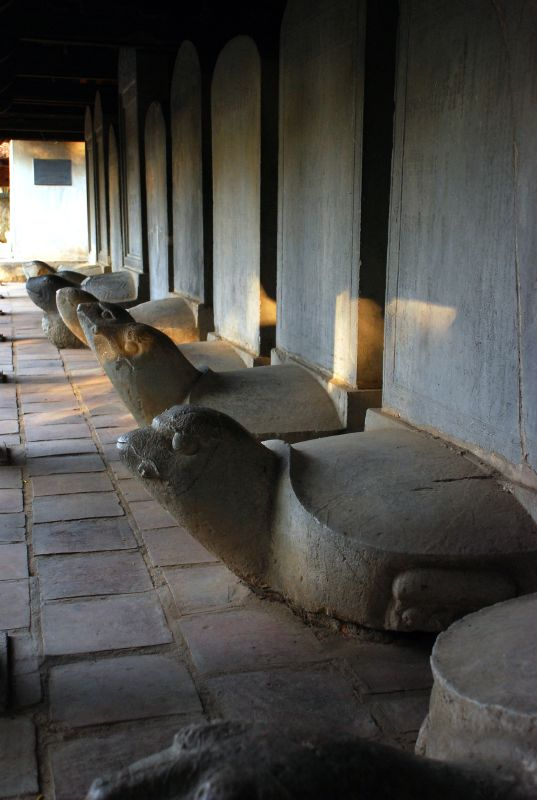
Rùa đội bia ở Văn Miếu

Rùa đội bia hay đội vật nặng trong văn hóa phương Đông có khả năng từ những nguồn gốc khác. Hình tượng rùa đầu rồng đội bia ở Trung Quốc đã được Việt hóa bằng hình tượng con rùa thực đội bia hoặc cõng hạc ở Việt Nam. Ở Việt Nam có câu ca dao: "Thương thay cho phận con rùa/Ở đình đội hạc, ở chùa đội bia". Truyền thuyết Việt cho biết người Việt cổ theo hình dáng của con Rùa mà làm ra nhà sàn với các cột lớn chống đỡ cho ngôi nhà. Biểu tượng rùa mang vật nặng hoàn toàn có thể xuất phát ngay từ khi người Việt biết làm nhà sàn, một loại nhà phổ biển trên toàn cõi Đông Nam Á. Con rùa chống vật nặng vốn xuất phát từ vùng ven biển Đông trong lịch sử tộc Việt.
Những con rùa đội bia vẫn gọi là Rùa vì nó không có tính chất "gắng sức làm" của từ Bí Hí mà mang tính chở văn chương. "Thương thay thân phận con rùa/Lên đình cõng hạc xuống chùa đội bia". Theo dân gian thì rùa và hạc là đôi bạn rất thân nhau. Khi trời mưa lũ, nước ngập úng cả một vùng rộng lớn, rùa đã giúp hạc vượt vùng nước ngập úng đến nơi khô ráo. Ngược lại, khi trời hạn hán, hạc lại giúp đưa rùa đến vùng có nước. Từ đó, hình ảnh rùa và hạc luôn khắng khít bên nhau, nó tượng trưng cho sự trường tồn, lòng chung thủy và sự tương trợ giúp đỡ lẫn nhau trong lúc khó khăn, hoạn nạn.
Con Rùa còn liên quan trực tiếp tới văn chương chữ nghĩa qua một số truyền thuyết. Đó là việc Việt Thường cống vua Đường Nghiêu rùa thần nghìn tuổi, rộng hơn 3 thước, trên lưng có chữ khoa đẩu, chép việc từ lúc khai thiên lập địa đến nay. Trong tứ linh, rùa đứng hàng thứ ba, sau Rồng (Long), Kỳ Lân (Lân) và trước chim Phượng hoàng (Phụng). Rùa, hay Quy là biểu tượng của sự cao quý, là chủ nguồn nước (rùa phun nước thiêng), là một linh vật của đất Phật.
Theo tín ngưỡng dân gian quy là con vật sống rất lâu năm, chuyên ăn rau cỏ, nhiều khi không ăn, chỉ hớp sương mà sống và lớn lên. Quy sống trên 5000 năm thì gọi là Thần Quy. Qui sống trên 10.000 năm được gọi là Linh Quy. Rừng nào có Thần Quy ở thì rừng ấy không có cây cỏ độc hại, không có các loài thú độc như: rắn, rít, hổ, beo, Dân gian miệt đồng bằng còn kể cho nhau nghe chuyện có một con rùa lớn, người ta để chặt nó vào một cái chảng "chẻ hai" của một thân cây, mình để nghiêng bốn chân bơi trong không khí, không ăn được bất cứ loại lá cây nào chỉ thở hít không khí mà nó có thể sống nhiều năm và còn lớn lên thêm.